# Baptiste Dupuis
Pour les articles homonymes, voir Dupuis (homonymie).
Baptiste Dupuis (Penmarch, 1er juillet 1909 - Mort pour la France à Rufisque le 24 septembre 1940), est un militaire français, Compagnon de la Libération à titre posthume par décret du 1 Février 1941. Marin-pêcheur breton ayant rallié la France libre après l'armistice du 22 juin 1940, il meurt lors de la bataille de Dakar.

## Biographie

### Jeunesse et engagement
Baptiste Dupuis naît le 1er juillet 1909 à Penmarch, dans le Finistère, d'un père marin-pêcheur qui meurt dans un naufrage en 1923. Suivant les traces paternelles, il devient à son tour marin-pêcheur dans son village natal où il se marie en 1931.

### Seconde Guerre mondiale
Au début de la Seconde Guerre mondiale, il est mobilisé avec le grade de second maître et participe à la bataille de France. Lors de l'avancée des troupes allemandes, son unité se replie vers Dunkerque avant de déposer les armes et il regagne la Bretagne par ses propres moyens. Ayant pris connaissance de l'appel du général de Gaulle, il embarque dans la nuit du 23 au 24 juin 1940 dans le port de Kérity avec sept camarades de son village avec lesquels il traverse la Manche,.
Parvenu en Angleterre, il s'engage dans les forces navales françaises libres et est affecté comme quartier-maître sur l'Aviso Commandant Duboc. Le 23 septembre 1940, il est engagé dans la bataille de Dakar. Alors que son navire se trouve au large de Rufisque, il est grièvement blessé par un obus tiré depuis la côte par les troupes du régime de Vichy. Gilbert Dupuis meurt de ses blessures le lendemain et son corps est immergé au large des côtes du Sénégal.

## Décorations
|  |  |  |

| Compagnon de la Libération | Compagnon de la Libération | Médaille militaire | Médaille militaire | Croix de guerre 1939-1945 Avec une palme | Croix de guerre 1939-1945 Avec une palme |

## Hommages
- À Penmarch, une voie de la commune a été baptisée en son honneur[6].